# NGC 7424
NGC 7424 é uma galáxia espiral barrada (SBc) localizada na direcção da constelação de Grus. Possui uma declinação de -41° 04' 15" e uma ascensão recta de 22 horas, 57 minutos e 18,4 segundos.
A galáxia NGC 7424 foi descoberta em 5 de Setembro de 1834 por John Herschel.